# José Jeso
José Jeso – chilijski judoka.
Brązowy medalista mistrzostw panamerykańskich w 1982 roku.